# Numeum
Numeum est l'un des syndicats professionnels français et un lobby de l'industrie du numérique membre de la fédération syntec. Créé en 1969 sous le nom Syntec informatique, il devient Syntec Numérique en 2010 et fusionne avec Tech In France pour devenir Numeum en 2021.

## Historique
Le Syntec Numérique est créé en 1969 sous le nom Syntec informatique. C'est l'époque où des sociétés de service sont créées à partir des services informatiques de grandes entreprises.
En 2005, une partie de ses membres, essentiellement des PME, et des éditeurs de logiciels, s'estimant mal représentés par Syntec Informatique, en sortent pour créer l'AFDEL (Association française des éditeurs de logiciels et solutions internet qui a changé de nom depuis et s'appelle depuis 2016 Tech In France). Depuis 2005, les deux organisations envisagent à quelques reprises de refusionner, sans aboutir,. Des appels à un regroupement ont été aussi adressés par le Syntec Informatique vers le Geicet (ingénierie et conseil en technologies), l'Acsel (e-commerce), ou encore Alliance TIC (technologies de l'information et des communications).
Syntec Informatique prend le nom de Syntec Numérique en 2010.
En juin 2016, le syndicat professionnel Syntec Numérique est présidé par Godefroy de Bentzmann, qui succède à Guy Mamou-Mani. Il reste le premier syndicat patronal du secteur informatique français en nombre d'adhérents, qui défend les intérêts des entreprises membres auprès des pouvoirs publics et dans la négociation collective avec les syndicats d'employés,.
En novembre 2020, Syntec Numérique et Tech'in France annoncent leur fusion. Les deux plus grands syndicats professionnels du numérique en France se rapprochent afin de peser davantage dans les débats auprès des institutions nationales et européennes. La fusion est effective en juin 2021,.
Le syndicat connaît en 2022 une crise interne[pourquoi ?].
En décembre 2022, Numeum a fusionné avec le syndicat des TPE-PME du Numérique (ex Cinov Numérique). Les deux organisations s'unissent pour renforcer la représentativité de l'écosystème numérique en France et en Europe.
En juin 2023, Véronique Torner est nommée présidente de Numeum. Élue pour un mandat de trois ans, elle est la première femme à prendre la tête du syndicat.

## Activités
En tant que syndicat professionnel patronal, Numeum possède une mission de porte-parole de son industrie auprès des institutionnels et des pouvoirs publics, et par exemple émet des propositions vers les candidats, lors des élections présidentielles en France,. Il essaye de peser sur les projets de loi. Une autre des activités de Numeum est la promotion auprès des jeunes des métiers de l’industrie du numérique et de la diversité.
Numeum est également un éditeur de contenus qui publie des données de référence de son industrie (Indice Syntec, statistiques et prévisions de croissance ou d'emploi, cadres d’interprétation des réglementations applicables, etc.), et des documentations de référence sur l'évolution et les sujets clefs du numérique.

## Prise de position
Syntec numérique indique en juillet 2019 que la loi contre les contenus haineux sur internet « risque de conférer des responsabilités exorbitantes aux plateformes ».
En 2022, Numeum demande à exclure le numérique du projet de loi encadrant le recours aux cabinets de conseil privés.

## Lobbying
Numeum est inscrit depuis mars 2017 au registre européen des représentants d'intérêts. Il déclare pour l'année 2020 et pour cette activité des dépenses comprises entre 50 000 et 100 000 euros.
Pour l'année 2020, Numeum déclare à la Haute Autorité pour la transparence de la vie publique exercer des activités de lobbying en France pour un montant qui n'excède pas 200 000 euros.

## Identités visuelles

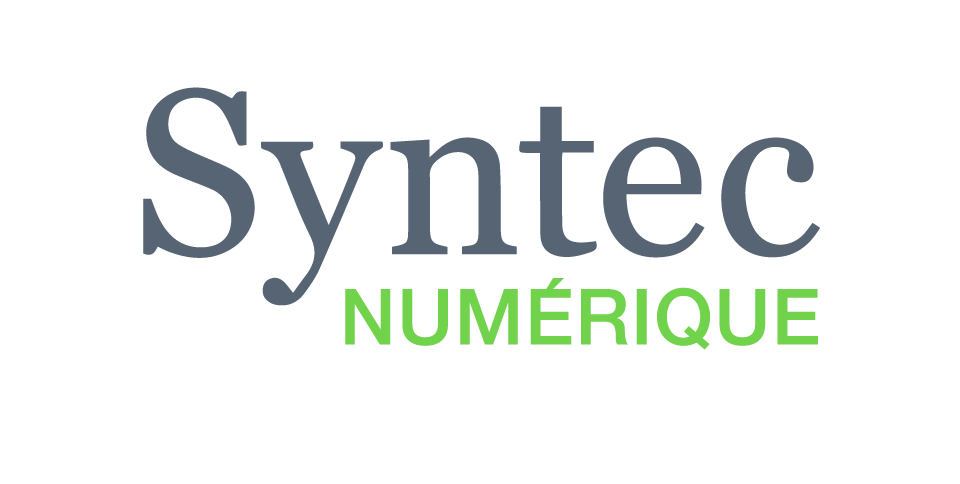
Ancien logo
Nouveau logo